# Elio De Luca
Elio De Luca (Pietrapaola, 1950) è un pittore italiano.

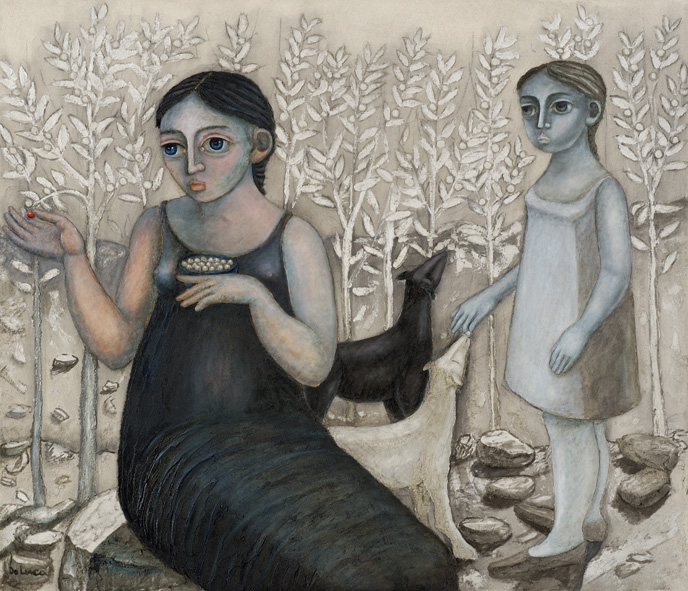
La foresta dei misteri.

Allievo di Mario Cappelli e Anna Sanesi si diploma presso la Scuola d'Arte Leonardo da Vinci di Prato. Negli anni collabora con varie gallerie in Italia e all'estero; sue opere entrano a far parte di collezioni pubbliche e private.

## Biografia
L'artista si distingue, in particolare, per l'uso della peculiare tecnica del cemento dipinto ad olio. Lavora inoltre con pastelli ad olio su carta gialla e con gli oli su tavola. È inoltre noto per le sculture in bronzo.
Tra le sedi pubbliche italiane che hanno ospitato i suoi lavori il Museo nazionale del Palazzo di Venezia a Roma, Palazzo Strozzi ed il Palagio di Parte Guelfa a Firenze, la Galleria Comunale del Castello Aragonese a Taranto, i Musei Civici di Lecco, il Centro per l'Arte Contemporanea Luigi Pecci di Prato, la Chiesa della SS. Annunziata a Cetona, Palazzo Guadagni Strozzi Sacrati sede della Regione Toscana a Firenze, la Rocca del Comune di Monte San Savino, il Museo Giuliano Ghelli di San Casciano, la Sala Comunale Ugo Capocchini del Comune di Barberino Val D'Elsa, Palazzo Malaspina a San Donato in Poggio, lo storico Palazzo Datini a Prato, il Lucca Center of Contemporary Art di Lucca, la Galleria Comunale di Arte Moderna di Poppi, il Foyer del MART di Rovereto, il GAMC di Viareggio, il Museo del '900 di Firenze, il Comune di Matera, la Civica Galleria d’Arte Moderna del Comune di Cento, la storica Dogana Veneta di Lazise sul Lago di Garda, la Sala delle Colonne del Comune di Pontassieve, il Palazzo Pretorio di Certaldo, la Sala del Basolato del Comune di Fiesole, il Museo Oddo e la Torre Viscontea di Albenga, il CAMEC Centro d'Arte Moderna e Contemporanea di La Spezia, il Palazzo della Corgna a Città della Pieve.
Ha realizzato gli affreschi della Chiesa di San Bartolomeo a Scampata e l'VIII Palio della Costa Etrusca; sue opere sono state acquisite in permanenza dalla Pinacoteca Regionale della Toscana, dal Gabinetto G.P. Vieusseux e dal Lu.C.C.a Center of Contemporary Art di Lucca. Ha partecipato con un ciclo di opere dal titolo "La Buona Terra" all'EXPO 2015 di Milano ospite dell'Istituto Agronomico d'Oltremare (Ministero degli Esteri).
Le sue opere hanno partecipato a numerose esposizioni internazionali, far le quali il M’ARS Contemporary Art Museum di Mosca, il Museo Cultural di Santa Fe in Nuovo Messico, il Foreign Art Museum di Riga, l'Artist Istanbul Art Fair (dove ha rappresentato l'Istituto di Cultura Italiana in Turchia), il Washington Convention Center di Washington, il Miami Beach Convention Center ed il Boca Raton Gallery Centre di Miami, l'International Kunsttentoonstelling Furn Art ed il Centro espositivo Comunale di De Haan in Belgio, lo "Spazio Italia" dell'Ambasciata Italiana a Pechino.